# Ingrid Storholmen

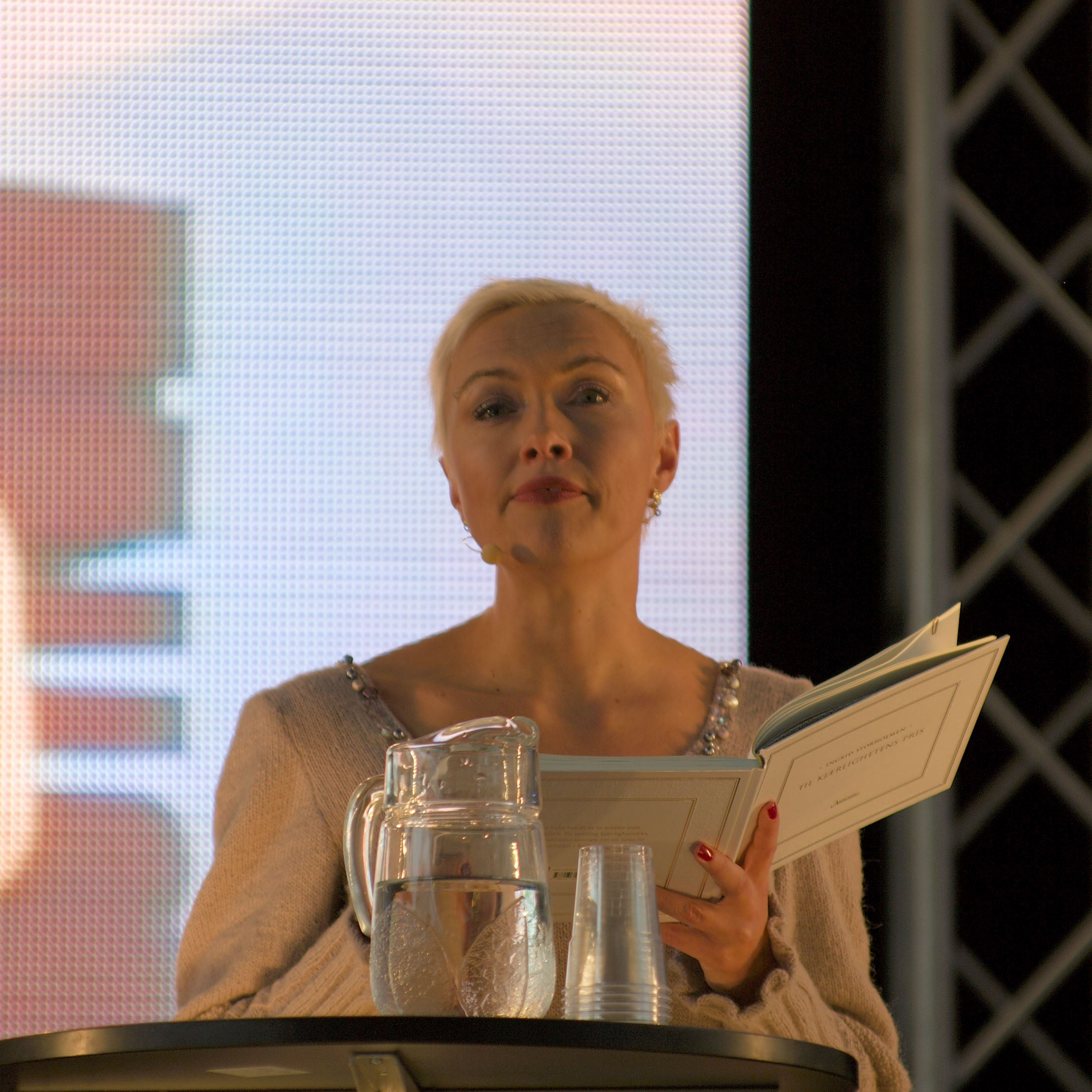
Ingrid Storholmen

Ingrid Storholmen, född 22 maj 1976 i Verdal, är en norsk poet och litteraturkritiker. 
Ingrid Storholmen debuterade som poet med diktsamlingen Krypskyttarloven 2001. 2003 kom Skamtalen Graceland som hon senare har iscenesatt som performancekonstnär. Böckerna är utgivna på Aschehoug förlag. Sirispelet, en form av meditativ monolog, kom 2006. 2007 gav hon ut diktsamlingen Siriboka, också denna på Aschehoug. Boken blev i april 2008 korad till årets vackraste bok. I april 2009 kom hennes första roman: Tsjernobylfortellinger.
Storholmen har varit litteraturredaktör i Morgenbladet. 2003 var hon med att starta litteraturtidsskriften LUJ. Hon har varit engagerad i oeteblerade, alternativa skrivmiljöer, och tog i samarbete med Gunnar Wærness initiativ till Skriveforum Midt-Norge. Storholmen har studerat vid Universitetet i Oslo med litteraturvetenskapsexamen 1996, huvudämnet litteraturvetenskap från Universitetet i Bergen, och forfatterstudiet i Bø 2000. 2002 fick hon resebidrag till en resa till Vitryssland och Ukraina som basis för romanen Tsjernobylfortellinger. Hon har deltagit vid ett antal litteraturfestivaler i Norge och internationellt, och har varit nominerad till flera litteraturpriser. 
Förebilder för Storholmen är bland annat Tarjei Vesaas, Herta Müller och Agata Kristof.
Mellan 2002 och 2007 bodde hon i Trondheims kommuns diktarbostad Adrianstua. I mars 2004 bodde hon i Trondheims konstnärsbostad i Berlin. 
För tillfället bor Storholmen på Gotland.  

## Priser
- Sult-priset 2010[1]
- Mads Wiel Nygaards legat 2010
- Tanums kvinnestipend 2011[2]